# 1935 în informatică
- 1934 în informatică — 1935 în informatică — 1936 în informatică

1935 în informatică a însemnat o serie de evenimente noi notabile:

## Evenimente
- Douglas Hartree de la Universitatea din Manchester construiește o copie a analizorului lui Bush.[1]